# جان بروكس
جان بروكس (بالإنجليزية: Jean Brooks)‏ هي ممثلة أمريكية، ولدت في 23 ديسمبر 1915 بهيوستن في الولايات المتحدة، وتوفيت في 25 نوفمبر 1963 بريتشموند في الولايات المتحدة بسبب تشمع الكبد.

## وصلات خارجية
- جان بروكس على موقع IMDb (الإنجليزية)
- جان بروكس على موقع ألو سيني (الفرنسية)
- جان بروكس على موقع أول موفي (الإنجليزية)
- جان بروكس على موقع قاعدة بيانات الأفلام السويدية (السويدية)
- جان بروكس على موقع قاعدة بيانات الفيلم (الإنجليزية)
- جان بروكس على موقع كينوبويسك (الروسية)